# E3 Harelbeke 1978
De E3 Harelbeke 1978 is de 21e editie van de wielerklassieker E3 Harelbeke en werd verreden op 1 april 1978. Freddy Maertens kwam na 230 kilometer als winnaar over de streep. De gemiddelde uursnelheid van de winnaar was 40,59 km/u.

## Uitslag
| Rang | Naam                 | Tijd   |
| ---- | -------------------- | ------ |
| 1    | Freddy Maertens      | 5u40'  |
| 2    | Jan Raas             | +8"    |
| 3    | Ronald De Witte      | +44"   |
| 4    | Etienne Vander Helst | z.t.   |
| 5    | Walter Planckaert    | +2'30" |
| 6    | Marc Demeyer         | z.t.   |
| 7    | Johny Vanderveken    | z.t.   |
| 8    | Piet Van Katwijk     | z.t.   |
| 9    | Walter Godefroot     | z.t.   |
| 10   | Ronny Vande Vijver   | z.t.   |